# Kalbé
Kalbé est un village situé dans la région de l'Est du Cameroun entre le village de Mbia (1,9 km à l'ouest) et le village de Darang (14,6 km au sud). Le village de Kalbé dépend du département de Lom-et-Djérem et de la commune de Bélabo.

## Population
Lors du recensement de 2005, on y dénombrait 30 personnes.